# Aealo
Aealo – dziesiąty album studyjny greckiego zespołu muzycznego Rotting Christ. Wydawnictwo ukazało się 15 lutego 2010 roku nakładem wytwórni muzycznej Season of Mist. Nagrania zostały zarejestrowane, zmiksowane i zmasterowane w Lunatech Studio pomiędzy lipcem a październikiem 2009 roku. Dodatkowe nagrania zostały zarejestrowane w Deva Sounds Studios oraz Basement Studios. Wśród gości na płycie znaleźli się m.in. wokalistka Diamanda Galás oraz wokaliści A.A. Nemtheanga (Primordial) i George "The Magus" Zacharopoulos (Necromantia).

## Lista utworów
Opracowano na podstawie materiału źródłowego. 
| Nr  | Tytuł utworu                             | Autorzy        | Długość |
| --- | ---------------------------------------- | -------------- | ------- |
| 1.  | „Aealo”                                  | Sakis Tolis    | 3:40    |
| 2.  | „Eon Aenaos”                             | Sakis Tolis    | 3:57    |
| 3.  | „Demonon Vrosis”                         | Sakis Tolis    | 4:56    |
| 4.  | „Noctis Era”                             | Sakis Tolis    | 4:49    |
| 5.  | „Dub-Saĝ-Ta-Ke” (utwór instrumentalny)   | Sakis Tolis    | 2:57    |
| 6.  | „Fire, Death and Fear”                   | Sakis Tolis    | 4:34    |
| 7.  | „Nekron Iahes...” (utwór instrumentalny) | Sakis Tolis    | 1:08    |
| 8.  | „...Pir Threontai”                       | Sakis Tolis    | 4:48    |
| 9.  | „Thou Art Lord”                          | Sakis Tolis    | 4:51    |
| 10. | „Santa Muerte”                           | Sakis Tolis    | 5:28    |
| 11. | „Orders From The Dead”                   | Diamanda Galás | 8:57    |
|     |                                          |                | 50:05   |

| Bonus DVD | Bonus DVD                   | Bonus DVD |
| Nr        | Tytuł utworu                | Długość   |
| --------- | --------------------------- | --------- |
| 1.        | „Making of Aealo”           | 16:24     |
| 2.        | „Live with Full Force 2008” | 42:06     |
| 3.        | „Photo Session”             | 00:47     |
|           |                             | 59:17     |

## Twórcy
Opracowano na podstawie materiału źródłowego.
| Zespół Rotting Christ w składzie - Sakis Tolis – gitara, wokal prowadzący, instrumenty klawiszowe, produkcja muzyczna, miksowanie, mastering - Giorgos Bokos – gitara (wymieniony na płycie, jednakże nie brał udziału w nagraniach) - Andreas Lagios – gitara basowa - Themis Tolis – perkusja Dodatkowi muzycy - Diamanda Galás – wokal prowadzący (11) - Spyridon "Triton" Giasafakis – narrator - Evi Stergiou, Stela Grigovic, Vasoulia Delli, A.A. Nemtheanga, George "The Magus" Zacharopoulos, Stavros, Androniki Skoula, Ioulia Routziou, Georgia Tenta – wokal wspierający - Akis – dudy |  | Inni - Dimitrios Douvras – inżynieria dźwięku, miksowanie, mastering - Nikos Markogianakis – zdjęcia - Jérôme Cros – oprawa graficzna |